# Улица Ванеева (Нижний Новгород)
Улица Ване́ева (бывш. 8—9 линии, Оперная, Вологодская, Эстонская) — улица в Нагорной части Нижнего Новгорода, начинается от площади Свободы и идёт к Нагорному микрорайону, пересекая Советскую площадь.
Для улицы Ванеева характерно сочетание офисных комплексов, предприятий торговли и образовательных учреждений.

## История
Улица названа в честь нижегородца А. А. Ванеева (1872—1899), одного из первых социал-демократов, члена петербургского «Союзы борьбы за освобождение рабочего класса», ближайшего соратника В. И. Ленина, вместе с которым отбывал ссылку в селе Ермаковском, недалеко от Шушенского.

## Транспорт
По улице курсируют автобусы и троллейбусы, а также эту улицу пересекает трамвай.
Остановки:
- Театр оперы и балета
- Улица Республиканская
- Улица Бориса Панина
- Улица Ванеева
- Улица Надежды Сусловой
- Советская площадь
- Институт развития образования
- Кардиологический центр

## Маршруты
- Троллейбусы:
  - № 9 «Площадь Минина и Пожарского — пл. Свободы — ул. Ванеева — ул. Рокоссовского — Кузнечиха-2»
  - № 13 «Площадь Минина и Пожарского — ул. Ванеева — ул. Бекетова — Щербинки-2»
  - № 17 «Площадь Минина и Пожарского — ул. Ванеева — ул. Корнилова — ул. Ивлиева — Кузнечиха-2» (до 2024 года)
- Автобусы:
  - № 20 «Ул. Деловая — Аэропорт»
  - № 36 «Литвинова — Ближнее Константиново»
  - № 41 «Цветы — ТРЦ Седьмое небо»
  - № 61 «Верхние Печёры — ул. Долгополова»
  - № 62 «Ул. Усилова — Щербинки-2»
  - № 91
  - № 92 «Цветы —ул. Бурнаковская»
- Маршрутные такси:

т31, т34, т70

## Фотогалерея

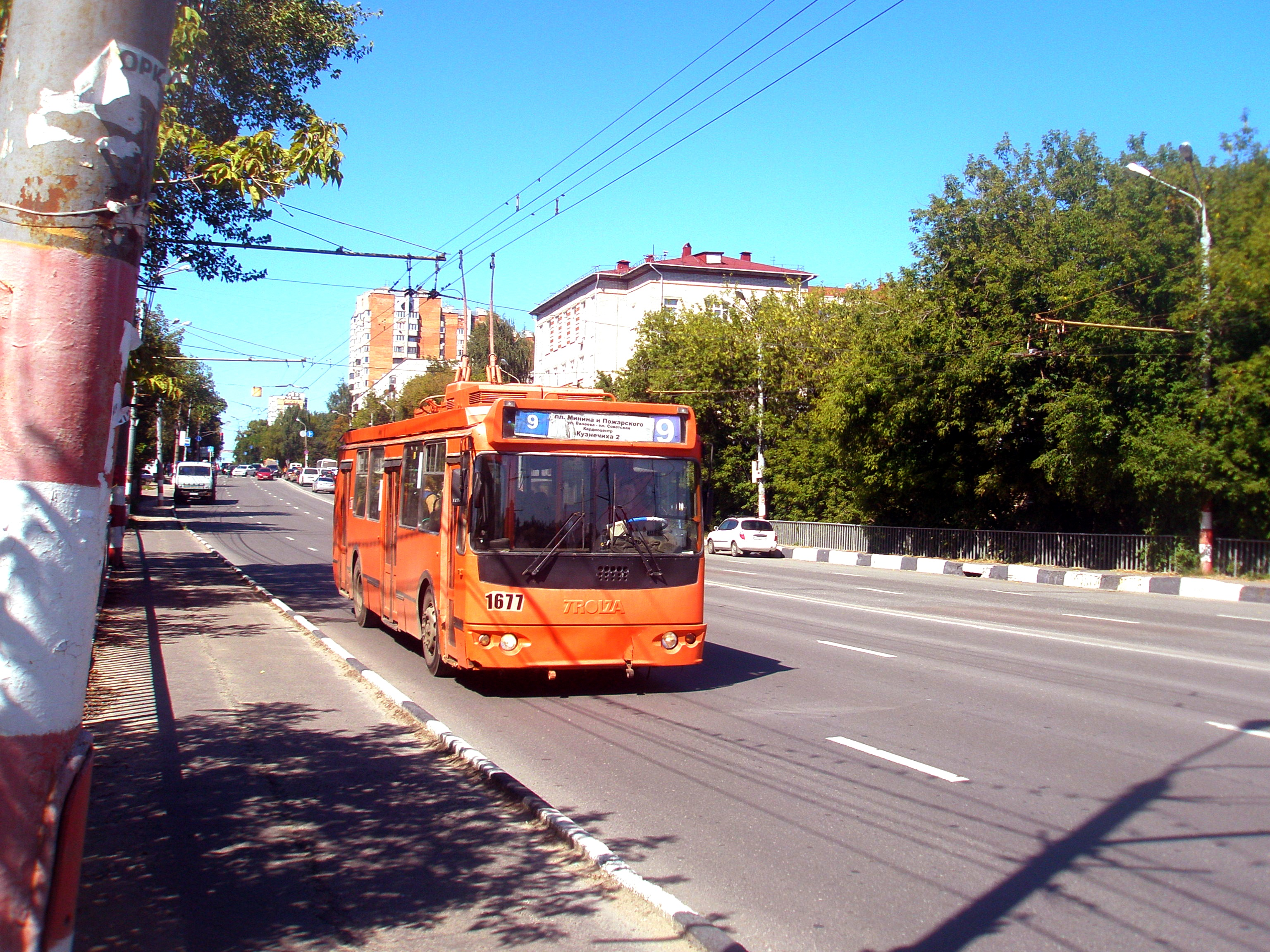
Троллейбус на улице Ванеева
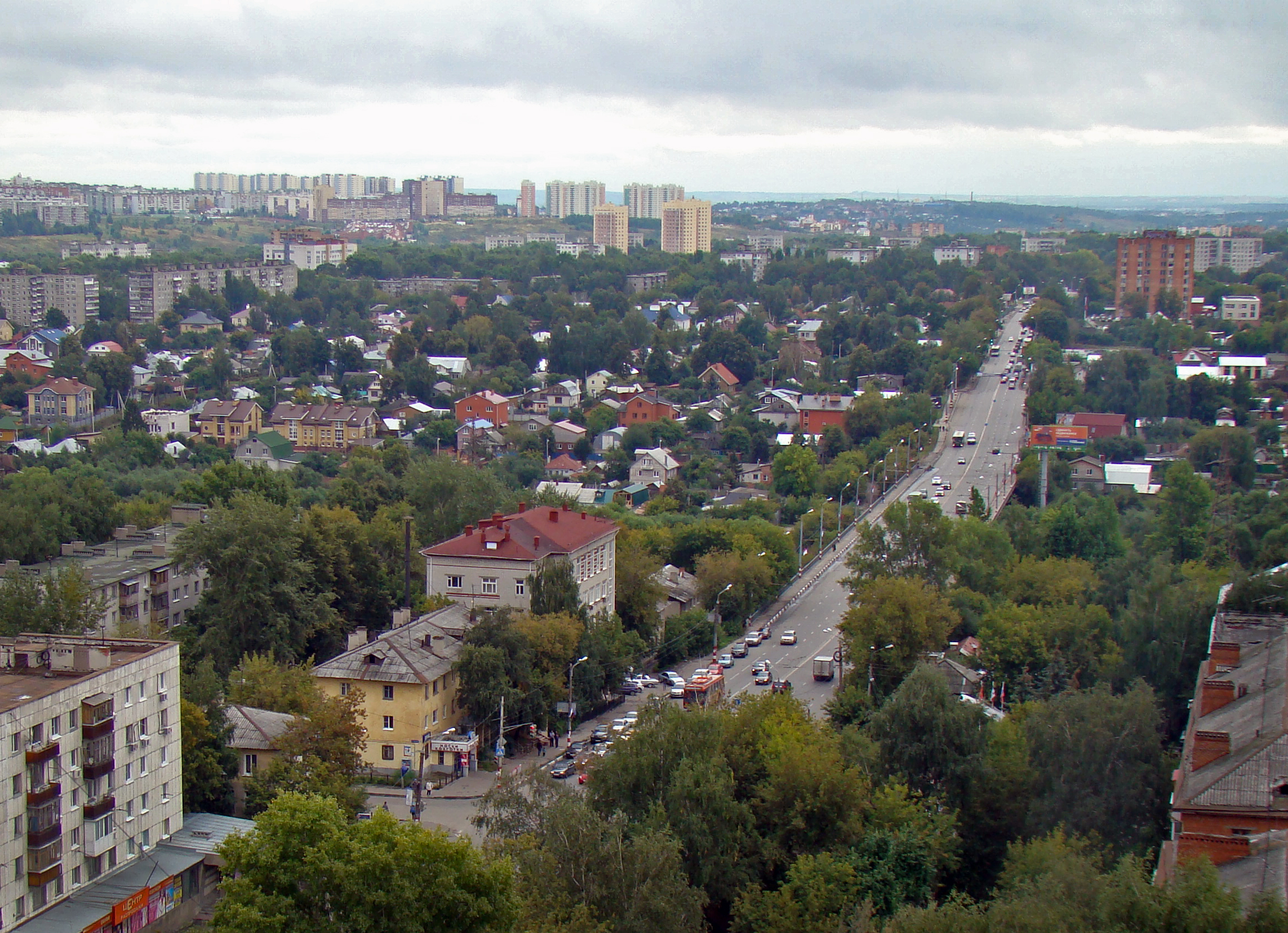
Вид сверху на улицу Ванеева